# Cheiloporidion
Cheiloporidion is een geslacht van neteldieren uit de familie van de Stylasteridae.

## Soort
- Cheiloporidion pulvinatum Cairns, 1983